# データーリ・ラヨシュ
データーリ・ラヨシュ（ハンガリー語：Détári Lajos、1963年4月24日 -）は、ハンガリーの元サッカー選手、サッカー指導者。

## 経歴
データーリは1980年にブダペスト・ホンヴェードで選手経歴を開始した。ホンヴェードでは3度のハンガリーリーグ優勝（1984年、1985年、1986年）と1度のハンガリーカップ優勝（1985年）に貢献。自身も3度のリーグ得点王（1985年、1986年、1987年）を獲得した。1987年に200万ドルの移籍金でドイツ・ブンデスリーガのアイントラハト・フランクフルトへ移籍した。フランクフルトでは移籍初年度の1987-88シーズンに33試合に出場し11得点を記録、またDFBポカールでは6試合にフル出場を果たし、決勝のVfLボーフム戦では決勝点を挙げる活躍をみせ優勝に貢献した。
翌1988年からはギリシャのオリンピアコスへ移籍。2シーズン在籍しリーグ戦60試合に出場し35得点を記録。1990年にはギリシャカップ優勝に貢献した。その後はイタリア・セリエAのボローニャやジェノア、スイスのヌーシャテル・ザマックス、オーストリア・ブンデスリーガ2部のVSEザンクト・ペルテン（現在のSKNザンクト・ペルテン）などのクラブに在籍。晩年はハンガリー国内のクラブでプレーを続け、2000年に現役を引退した。
ハンガリー代表としては1984年に代表デビューを飾り、1986年のFIFAワールドカップ・メキシコ大会に出場。初戦のカナダ戦で1得点を挙げ2-0の勝利に貢献したが、フランスとソビエト連邦に敗れ1次リーグ敗退した。その後、1994年に代表から退くまで国際Aマッチ61試合に出場し13得点を記録した。
引退後は指導者の道へ進み、古巣のホンヴェードをはじめとしたハンガリー国内のクラブ、ベトナムのACBハノイやキプロスのMFCショプロンなどの監督を務めた。また2006年3月から10月までハンガリー代表のコーチを務めた。2009年からはヴェチェーシュSCの監督を務めている。

## タイトル

### クラブ
ブダペスト・ホンヴェード
- ハンガリーリーグ：3回 (1983-84, 1984-85, 1985-86)
- ハンガリーカップ：1回 (1984-85)

アイントラハト・フランクフルト
- DFBポカール：1回 (1987-88)

オリンピアコス
- ギリシャカップ (1989-90)

### 個人
- ハンガリーリーグ得点王：3回 (1985, 1986, 1987)